# Pommard
Pommard är en kommun i departementet Côte-d'Or i regionen Bourgogne-Franche-Comté i östra Frankrike. Kommunen ligger i kantonen Beaune-Nord som tillhör arrondissementet Beaune. År 2022 hade Pommard 444 invånare.

## Befolkningsutveckling
Antalet invånare i kommunen Pommard
Referens:INSEE